# Raspberry Pi
Raspberry Pi là một dòng máy tính bo mạch đơn (hay còn gọi là máy tính nhúng) có kích thước chỉ bẳng một thẻ tín dụng được phát triển tại Anh bởi Raspberry Pi Foundation >với mục đích ban đầu là thúc đẩy việc giảng dạy về khoa học máy tính cơ bản trong các trường học và các nước đang phát triển.
Raspberry Pi gốc và Raspberry Pi gốc 2 được sản xuất theo nhiều cấu hình khác nhau thông qua các thỏa thuận cấp phép sản xuất với Newark element14 (Premier Farnell), RS Components và Egoman. Các công ty này bán Raspberry Pi trực tuyến. Egoman sản xuất một phiên bản phân phối duy nhất tại Đài Loan, có thể được phân biệt với các bản Pi khác bởi màu đỏ của chúng và thiếu dấu FCC/CE. Phần cứng là như nhau đối với tất cả các nhà sản xuất.
Raspberry Pi ban đầu được dựa trên hệ thống trên một vi mạch (SoC) BCM2835 của Broadcom, bao gồm một vi xử lý ARM1176JZF-S 700 MHz, VideoCore IV GPU, và ban đầu được xuất xưởng với 256 MB RAM, sau đó được nâng cấp (model B và B +) lên đến 512 MB. Board này cũng có socket Secure Digital (SD) (model A và B) hoặc MicroSD (model A + và B +) dùng làm thiết bị khởi động và bộ lưu trữ liên tục.
Trong năm 2014, Raspberry Pi Foundation đã phát hành Mô-đun Compute, đóng gói một BCM2835 với 512 MB RAM và một flash chip eMMC vào một module để sử dụng như một phần của hệ thống nhúng.
Tổ chức này cung cấp Debian và Arch Linux ARM để người dùng tải về. Các công cụ có sẵn cho Python như là ngôn ngữ lập trình chính, hỗ trợ cho BBC BASIC (thông qua RISC OS image hoặc Brandy Basic clone cho Linux), C, C++, Java, Perl và Ruby.
Tính đến ngày 08/06/2015, khoảng 5-6.000.000 mạch Raspberry Pi đã được bán. Khi đã trở thành máy tính cá nhân bán chạy nhanh nhất của Anh, Raspberry Pi là thiết bị được giao nhiều thứ hai sau Amstrad PCW,  "Personal Computer Word-processor", bán được 8 triệu chiếc.
Vào đầu tháng 2 năm 2015, thế hệ tiếp theo của Raspberry Pi, Raspberry Pi 2, đã được phát hành. Board máy tính mới này đầu tiên chỉ có một cấu hình (model B) và trang bị SoC Broadcom BCM2836, với một nhân ARM Cortex-A7 CPU 4 lõi và một VideoCore IV dual-core GPU; 1 GB bộ nhớ RAM với thông số kỹ thuật còn lại tương tự như của các thế hệ model B+ trước đó. Raspberry Pi 2 vẫn giữ nguyên giá $35 so với model B, với model A+ giá $20 vẫn còn được bán.
Hầu hết các mạch Pi được sản xuất tại một nhà máy Sony tại Pencoed, Wales; một số được sản xuất tại Trung Quốc hoặc Nhật Bản.

## Phần cứng

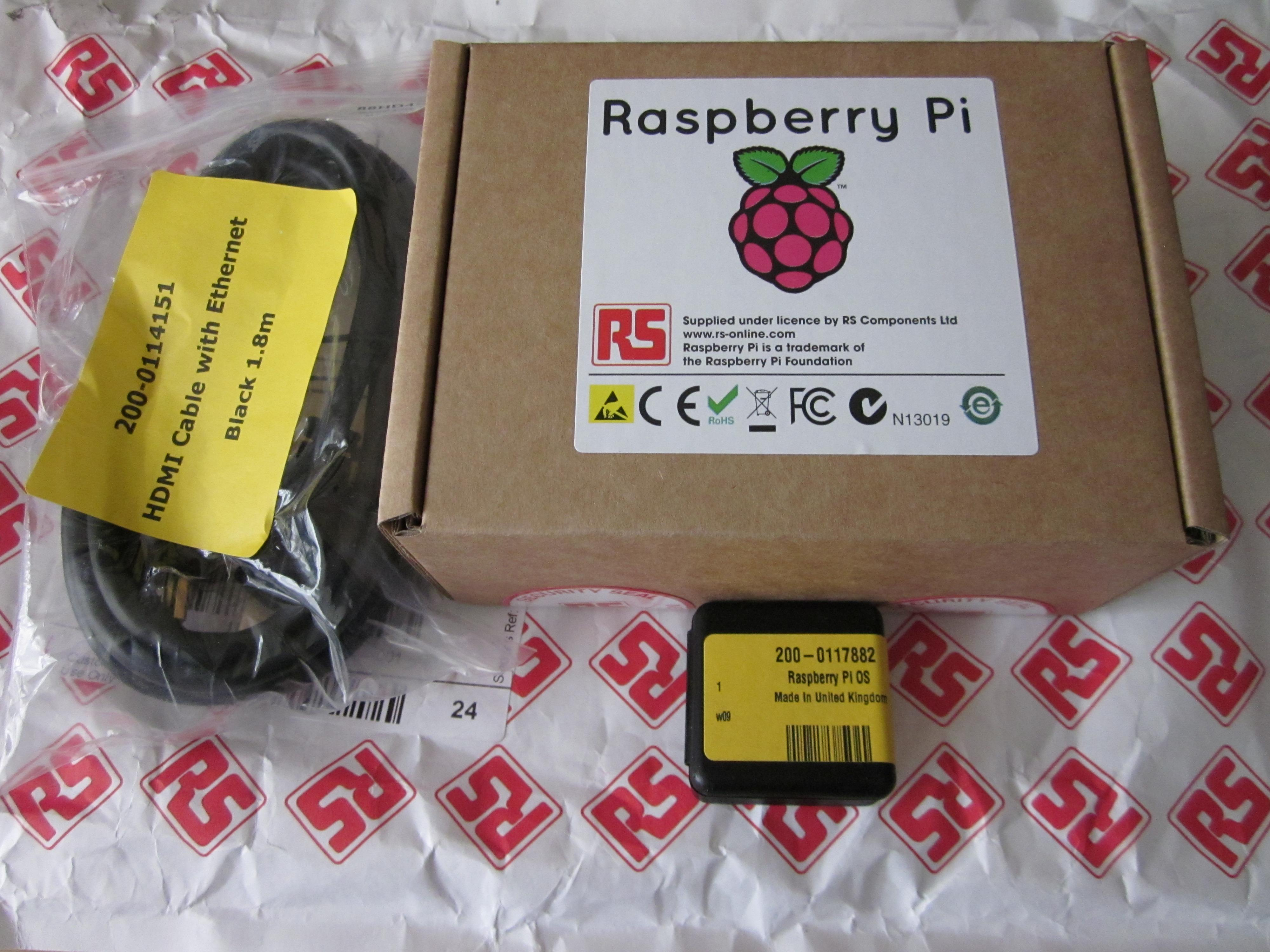
Nguyên hộp máy tính Raspberry Pi

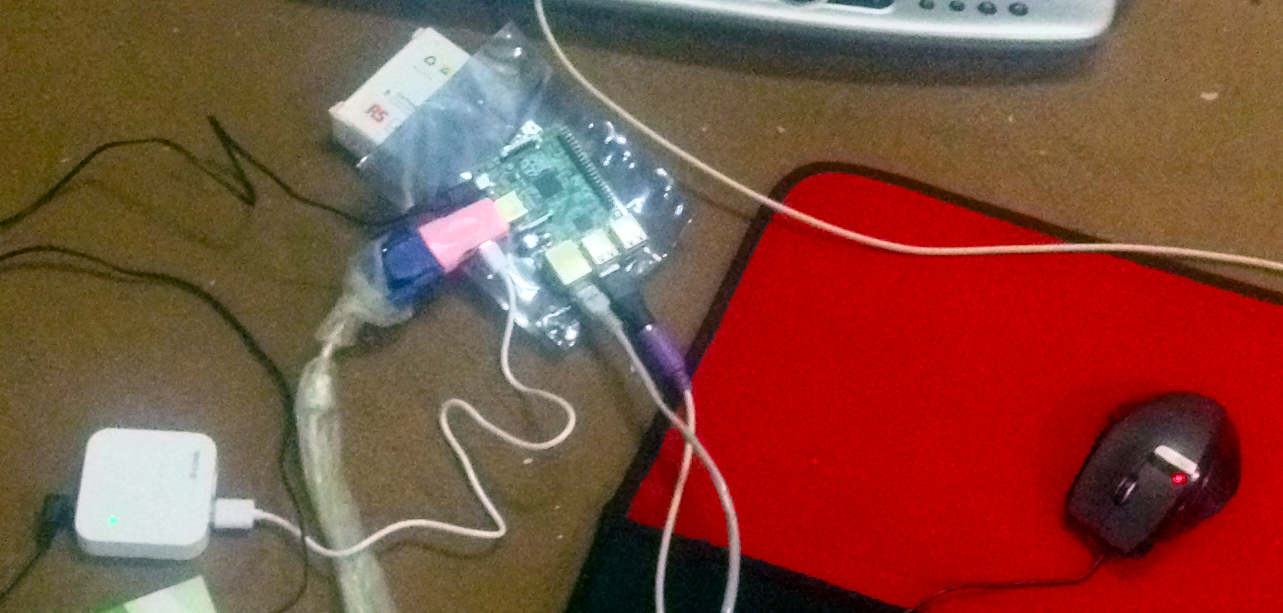
Raspberry Pi đang được sử dụng

Phần cứng Raspberry Pi qua nhiều phiên bản được trang bị cấu hình khác nhau, về dung lượng bộ nhớ, vi xử lí, thiết bị ngoại vi,...
Sơ đồ khối trên mô tả cấu tạo của các model A, B, A+, B+. Model A và A+ không có cổng Ethernet và USB. Bộ chuyển đổi Ethernet phải kết nối qua một cổng USB. Trong model A và A+, cổng USB kết nối trực tiếp đến SoC. Trên model B+, chip này có chứa một hub USB với 5 đầu ra, trong đó có 4 cổng, model B chỉ cung cấp 2 cổng.

### Bộ vi xử lý
SoC được sử dụng trong Raspberry Pi thế hệ đầu tiên khá giống với chip được sử dụng trong những chiếc điện thoại thông minh đời cũ (như iPhone 3G / 3GS). Raspberry Pi dựa trên SoC BCM2835 của Broadcom, trong đó gồm một bộ xử lý ARM1176JZF-S 700 MHz, GPU VideoCore IV và RAM. Nó có bộ nhớ cache cấp 1 16 KB và bộ nhớ cache cấp 2 128 KB. Cache cấp 2 này được sử dụng chủ yếu bởi GPU. SoC được xếp chồng lên nhau dưới chip RAM, vì vậy ta chỉ thấy được cạnh của nó.

#### Hiệu suất của các model thế hệ đầu tiên
Khi hoạt động theo xung nhịp mặc định 700 MHz, thế hệ đầu tiên của Raspberry Pi có hiệu suất thực tế tương đương 0,041 GFLOPS. CPU đem lại hiệu suất tương đương một chiếc Pentium II 300 MHz của những năm 1997-1999. GPU cung cấp khả năng xử lý đồ họa 1 GPixel/s hoặc 1,5 Gtexel/s hoặc 24 GFLOPS của hiệu suất máy tính cho tác vụ chung. Khả năng đồ họa của Raspberry Pi tương đương với Xbox của năm 2001.
Kết quả benchmark tính toán đơn nút LINPACK trong hiệu suất chính xác đơn trung bình là 0.065 GFLOPS và Raspberry Pi Model-B có hiệu suất chính xác kép là 0,041 GFLOPS. Một nhóm 64 máy tính Raspberry Pi Model-B, có nhãn "Iridis-pi", đạt được kết quả LINPACK HPLlà 1,14 GFLOPS (n = 10.240) tại công suất 216 watt với c. US $ 4,000.
Raspberry Pi 2 dựa trên Broadcom BCM2836 SoC, gồm CPU Cortex-A7 lõi tứ chạy ở 900 MHz và 1 GB RAM. Nó được giới thiệu là mạnh gấp 4-6 lần so với bản tiền nhiệm. Hai phiên bản có GPU giống hệt nhau.

#### Ép xung
Thế hệ chip đầu tiên của Raspberry Pi mặc định hoạt động ở 700 MHz và không quá nóng để cần một miếng tản nhiệt hoặc biện pháp làm mát đặc biệt nào khác, trừ khi con chip này được ép xung. Thế hệ thứ hai chạy ở 900 MHz theo mặc định, và cũng không đủ nóng để cần một miếng tản nhiệt hoặc biện pháp làm mát đặc biệt. Ép xung có thể làm SoC này nóng lên nhiều hơn mức bình thường.
Hầu hết các chip Raspberry Pi có thể được ép xung tới 800 MHz và một số thậm chí còn cao hơn đến 1000 MHz. Thế hệ thứ hai được người dùng cho rằng có thể ép xung tương tự như vậy, thậm chí đến 1500 MHz (loại bỏ tất cả các tính năng an toàn và vượt quá giới hạn điện áp). Trong Raspbian Linux distro, các tùy chọn ép xung khi khởi động có thể được thực hiện bởi lệnh "sudo raspi-config" mà không vô hiệu hóa chế độ bảo hành. Có những trường hợp Pi tự động tắt ép xung khi chip đạt đến 85 °C (185 °F), nhưng nó có thể bỏ qua tự động quá điện áp và các thiết lập ép xung (làm vô hiệu chế độ bảo hành). Trong trường hợp đó, người ta có thể thử đặt một tản nhiệt có kích thước thích hợp vào nó để giữ cho các chip không bị nóng lên đến quá 85 °C.
Phiên bản firmware mới hơn có chứa tùy chọn để lựa chọn giữa năm chế độ overclock ("turbo") để khi bật lên sẽ thử để có được hiệu suất tối đa của SoC mà không làm giảm tuổi thọ của Raspberry Pi. Điều này được thực hiện bằng cách theo dõi nhiệt độ bên trong lõi của chip, và tải CPU, và điều chỉnh động tốc độ đồng hồ và điện áp lõi. Khi nhu cầu trên CPU thấp, hoặc nó đang chạy quá nóng, hiệu suất sẽ được can thiệp, nhưng nếu CPU có nhiều việc phải làm, và nhiệt độ của chip là chấp nhận được, hiệu suất sẽ được tạm thời gia tăng, với tốc độ xung nhịp lên đến 1 GHz, tùy thuộc vào từng loại board, và trên đó các thiết lập Turbo được sử dụng. Năm thiết lập này là:
- không (none); 700 MHz ARM, 250 MHz core, 400 MHz SDRAM, 0 volt quá áp,
- khiêm tốn (modest); 800 MHz ARM, 250 MHz core, 400 MHz SDRAM, 0 volt quá áp,
- trung bình (medium); 900 MHz ARM, 250 MHz core, 450 MHz SDRAM, 2 volt quá áp,
- cao (high); 950 MHz ARM, 250 MHz core, 450 MHz SDRAM, 6 volt quá áp,
- turbo; 1000 MHz ARM, 500 MHz core, 600 MHz SDRAM, 6 volt quá áp.[11][12]

Trong chế độ cao nhất (turbo) xung SDRAM ban đầu 500 MHz, nhưng sau đó đã được thay đổi đến 600 MHz vì 500 MHz đôi khi gây hư thẻ nhớ SD. Đồng thời trong chế độ cao tốc độ xung lõi đã được hạ xuống 450-250 MHz, và ở chế độ trung bình 333-250 MHz.

### RAM
Trên các bảng mạch model B beta cũ hơn, 128 MB đã được phân bổ theo mặc định cho GPU, để lại 128 MB cho CPU. Trên model B bản phát hành đầu tiên (và mô hình A) với 256 MB, có thể chia ba kiểu khác nhau. Sự phân chia mặc định là 192 MB (RAM cho CPU), đủ để giải mã video 1080p độc lập hoặc cho 3D đơn giản, nhưng có lẽ không phải cho cả hai cùng nhau. 224 MB chỉ dành cho Linux, chỉ với bộ đệm khung hình 1080p và có khả năng thất bại đối với bất kỳ video hoặc 3D nào. 128 MB dành cho 3D nặng, cũng có thể là giải mã video (ví dụ: XBMC). Nokia 701, để so sánh, sử dụng 128 MB cho Broadcom VideoCore IV. Đối với model B mới có RAM 512 MB lúc đầu, có các tệp phân chia bộ nhớ tiêu chuẩn mới được phát hành (arm256_start.elf, arm384_start.elf, arm496_start.elf) cho RAM CPU 256 MB, 384 MB và 496 MB (và 256 MB, 128 MB và RAM video 16 MB). Nhưng một tuần sau, RPF đã phát hành một phiên bản start.elf mới có thể đọc một mục mới trong config.txt (gpu_mem = xx) và có thể tự động gán một lượng RAM (từ 16 đến 256 MB trong 8 bước) đối với GPU, do đó phương pháp phân tách bộ nhớ cũ trở nên lỗi thời và một start.elf duy nhất hoạt động tương tự với Raspberry Pi 256 và 512 MB.

### Mạng
Mặc dù model A và A+ không có một cổng 8P8C ("RJ45") Ethernet, chúng có thể được kết nối với một mạng sử dụng một  bộ adapter USB Ethernet hoặc Wi-Fi ngoại vi do người dùng cung cấp. Trên model B và B+ cổng Ethernet được cung cấp bởi một adapter USB Ethernet có sẵn.

### Thiết bị ngoại vi
Raspberry Pi có thể hoạt động với bất kỳ bàn phím máy tính và chuột thông qua kết nối với các cổng USB.

### Video
Bộ điều khiển video có khả năng phân giải chuẩn truyền hình hiện đại, chẳng hạn như HD và Full HD, và các độ phân giải màn hình và cao hơn hoặc thấp hơn và độ phân giải TV CRT chuẩn cũ hơn. Khi vận chuyển (tức là không có tùy chỉnh ép xung) nó có các khả năng như sau: 640 × 350 EGA; 640 × 480 VGA; 800 × 600 SVGA; 1024 × 768 XGA; 1280 × 720 720p HDTV; 1280 × 768 WXGA biến; 1280 × 800 WXGA biến; 1280 × 1024 SXGA; 1366 × 768 WXGA biến; 1400 × 1050 SXGA +; 1600 × 1200 UXGA; 1680 × 1050 WXGA +; 1920 × 1080 1080p HDTV; 1920 × 1200 WUXGA. Nó có thể tạo ra các tín hiệu video composite 576i và 480i cho PAL-BGHID, PAL-M, PAL-N, NTSC và NTSC-J.

### Đồng hồ thời gian thực
Raspberry Pi không được trang bị đồng hồ thời gian thực, có nghĩa là nó không thể theo dõi thời gian trong ngày, khi nó không hoạt động.
Thay vào đó, một chương trình chạy trên Pi có thể lấy thời gian từ một máy chủ thời gian mạng hoặc do người dùng nhập vào lúc khởi động.
Một đồng hồ thời gian thực (như DS1307) với pin dự phòng có thể được thêm vào (thường thông qua giao tiếp I²C).

### Các cổng kết nối

Vị trí của các kết nối và các IC chính trên Raspberry Pi 1 model A+ phiên bản 1.1
Vị trí của các kết nối và các IC chính trên Raspberry Pi 1 model B phiên bản 2
Vị trí của các kết nối và các IC chính trên Raspberry Pi 1 model B+ phiên bản 1.2, và Raspberry Pi 2 model B

### Cổng GPIO
RPi A+, B+ và 2B GPIO J8 có 40-chân pinout. Model A và B chỉ có 26 chân.
| GPIO#                      | Chức năng thứ 2 | pin# | pin# | Chức năng thứ 2 | GPIO#  |
| -------------------------- | --------------- | ---- | ---- | --------------- | ------ |
| N/A                        | +3V3            | 1    | 2    | +5V             | N/A    |
| GPIO2                      | SDA1 (I2C)      | 3    | 4    | +5V             | N/A    |
| GPIO3                      | SCL1 (I2C)      | 5    | 6    | GND             | N/A    |
| GPIO4                      | GCLK            | 7    | 8    | TXD0 (UART)     | GPIO14 |
| N/A                        | GND             | 9    | 10   | RXD0 (UART)     | GPIO15 |
| GPIO17                     | GEN0            | 11   | 12   | GEN1            | GPIO18 |
| GPIO27                     | GEN2            | 13   | 14   | GND             | N/A    |
| GPIO22                     | GEN3            | 15   | 16   | GEN4            | GPIO23 |
| N/A                        | +3V3            | 17   | 18   | GEN5            | GPIO24 |
| GPIO10                     | MOSI (SPI)      | 19   | 20   | GND             | N/A    |
| GPIO9                      | MISO (SPI)      | 21   | 22   | GEN6            | GPIO25 |
| GPIO11                     | SCLK (SPI)      | 23   | 24   | CE0_N (SPI)     | GPIO8  |
| N/A                        | GND             | 25   | 26   | CE1_N (SPI)     | GPIO7  |
| (Models A and B stop here) |                 |      |      |                 |        |
| EEPROM                     | ID_SD           | 27   | 28   | ID_SC           | EEPROM |
| GPIO5                      | N/A             | 29   | 30   | GND             | N/A    |
| GPIO6                      | N/A             | 31   | 32   | -               | GPIO12 |
| GPIO13                     | N/A             | 33   | 34   | GND             | N/A    |
| GPIO19                     | N/A             | 35   | 36   | N/A             | GPIO16 |
| GPIO26                     | N/A             | 37   | 38   | Digital IN      | GPIO20 |
| N/A                        | GND             | 39   | 40   | Digital OUT     | GPIO21 |

Model B rev 2 cũng có một pad (gọi là P5 trên board mạch và P6 trên sơ đồ) của 8 chân cung cấp truy cập đến một kết nối 4 GPIO bổ sung.
| Chức năng | chức năng thứ 2 | chân# | chân# | Chức năng thứ 2 | Chức năng |
| --------- | --------------- | ----- | ----- | --------------- | --------- |
| N/A       | +5V             | 1     | 2     | +3V3            | N/A       |
| GPIO28    | GPIO_GEN7       | 3     | 4     | GPIO_GEN8       | GPIO29    |
| GPIO30    | GPIO_GEN9       | 5     | 6     | GPIO_GEN10      | GPIO31    |
| N/A       | GND             | 7     | 8     | GND             | N/A       |

Model A và B quy định GPIO truy cập vào LED trạng thái ACT sử dụng GPIO 16. Model A+ và B+ và quy định GPIO truy cập vào các LED trạng thái ACT sử dụng GPIO 47, và LED trạng thái nguồn sử dụng GPIO 35.

### Phụ kiện
- Camera - Ngày 14 tháng 5 năm 2013, the Foundation và các nhà phân phối RS Components & Premier Farnell / Element 14 đã ra mắt board camera Raspberry Pi với một bản cập nhật firmware kèm theo.[23] Board camera được vận chuyển đi kèm với một cáp phẳng linh hoạt để cắm vào đầu nối CSI nằm giữa cổng Ethernet và HDMI. Trong Raspbian, ta kích hoạt hệ thống sử dụng board camera này bằng cách cài đặt hoặc nâng cấp lên phiên bản mới nhất của hệ điều hành (OS) và sau đó chạy Raspi-config và chọn tùy chọn camera. Giá của mô-đun camera này là €20 ở châu Âu (09 Tháng 9 năm 2013).[24]
- Gertboard – một thiết bị được Raspberry Pi Foundation khuyến khích, được thiết kế cho mục đích giáo dục, nó sẽ giúp mở rộng các chân GPIO của Raspberry Pi để cho phép giao tiếp với và điều khiển các đèn LED, tiếp điểm, tín hiệu analog, cảm biến và các thiết bị khác. Nó cũng bao gồm một trình điều khiển tương thích với Arduino theo tùy chọn để giao tiếp với Pi.[25]
- Infrared Camera – Vào tháng 10 năm 2013, tổ chức này đã tuyên bố rằng họ sẽ bắt đầu sản xuất một module camera không có bộ lọc hồng ngoại, được gọi là Pi NoIR.[26]
- Các board mở rộng HAT (Hardware Attached on Top-Phần cứng đính kèm ở mặt trên) – Cùng với model B+, được lấy cảm hứng bởi các board Arduino shield, giao diện cho các board HAT được trang bị bởi Raspberry Pi Foundation. Mỗi board HAT mang theo một EEPROM nhỏ (điển hình là một CAT24C32WI-GT3)[27] chứa các chi tiết có liên quan tới board này,[28] do đó hệ điều hành của Raspberry Pi được sẽ được thông báo về HAT, và chi tiết kỹ  thuật của nó, liên quan tới hệ điều hành sử dụng HAT.[29] Board HAT có 4 lỗ định vị ở 4 góc hình chữ nhật của nó.[30][31]

## Phần mềm

### Các hệ điều hành
Raspberry Pi chủ yếu sử dụng các hệ điều hành dựa trên nhân Linux.
Chip ARM11 tại trung tâm của Pi (mô hình thế hệ đầu tiên) được dựa trên phiên bản 6 của ARM. Các phiên bản hiện tại của một số phân nhánh phổ biến của Linux, bao gồm Ubuntu, sẽ không chạy trên ARM11. Không thể chạy Windows trên Raspberry Pi gốc, mặc dù Raspberry Pi 2 mới có thể chạy trên hệ điều hành Windows 10 IoT Core. Raspberry Pi 2 hiện tại chỉ hỗ trợ Ubuntu Snappy Core, Raspbian, OpenELEC và RISC OS.
Trình quản lý cài đặt cho Raspberry Pi là NOOBS. Các hệ điều hành đi kèm với NOOOBS là:
- Arch Linux ARM
- OpenELEC[35]
- Pidora (biến thể của Fedora)
- Puppy Linux[36]
- Raspbmc[37] và trung tâm truyền thông số mã nguồn mở XBMC[38]
- RISC OS[39] – là hệ điều hành của máy tính dựa trên nền tảng ARM đầu tiên.
- Raspbian (được đề xuất dùng cho Raspberry Pi 1)[40] – được bảo trì độc lập bởi the Foundation;[41] dựa trên cổng kiến trúc Debian ARM hard-float (armhf) được thiết kế ban đầu cho ARMv7 và các bộ xử lý kế tiếp (với Jazelle RCT/ThumbEE và VFPv3), biên dịch cho các tập lệnh hạn chế hơn ARMv6 của Raspberry Pi 1. Một thẻ SD có kích thước tối thiểu là 4 GB là cần thiết cho những Raspbian image được cung cấp bởi Raspberry Pi Foundation. Có một Pi Store (Kho) dùng để trao đổi chương trình.[42][43]
  - Raspbian Server Edition là một phiên bản rút gọn với các gói phần mềm đi kèm ít hơn so với phiên bản Raspbian dành cho máy tính để bàn thông thường.[44][45]
  - Giao thức máy chủ hiển thị Wayland cho phép sử dụng hiệu quả GPU để tăng tốc phần cứng chức năng vẽ GUI.[46] Vào ngay 16 Tháng 4 năm 2014, một GUI shell dành cho Weston gọi Maynard đã được phát hành.
  - PiBang Linux – là một biến thể từ Raspbian.[47]
  - Raspbian for Robots – là một biến thể của Raspbian dành cho các dự án robot với LEGO, Grove, và Arduino.[48]

Các hệ điều hành khác
- Q4os[49]
- Xbian[50] – sử dụng Kodi (mã cũ là XBMC)
- openSUSE[51]
- Raspberry Pi Fedora Remix[52]
- Slackware ARM – kể từ phiên bản 13.37 trở đi chạy trên Raspberry Pi mà cần phải không sửa đổi.[53][54][55][56] 128-496 MB bộ nhớ có sẵn trên Raspberry Pi ít nhất phải bằng hai lần yêu cầu tối thiểu là 64 MB cần thiết để chạy Slackware Linux trên ARM hoặc hệ thống i386.[57] (Trong khi phần chính của các hệ thống Linux boot vào một giao diện đồ họa người dùng, Slackware theo mặc định lại sử dụng môi trường shell/dòng lệnh.[58]) Trình quản lý cửa sổ Fluxbox chạy dưới X Window System yêu cầu bổ sung thêm 48 MB RAM.[59]
- FreeBSD[60] và NetBSD[61][62] là các hệ điều hành nền (general).
- Plan 9 from Bell Labs[63][64] and Inferno[65] (in beta)
- Moebius[66] – là một bản phân phối rút gọn củaARM HF dựa trên Debian. Nó sử dụng Raspbian repository, nhưng được chứa trong một thẻ nhớ SD Card 128 MB.[67] Nó chỉ có các dịch vụ tối thiểu và bộ nhớ được tối ưu hóa để giảm thiểu kích thước của thiết bị.
- OpenWrt – is primarily used on embedded devices to route network traffic.
- Kali Linux – là một biến thể của Debian-được thiết kế cho phân tích mã nguồn và kiểm tra bảo mật.
- Pardus ARM[68] – một hệ điều hành dựa trên nền tảng Debian, là một phiên bản rút gọn của Pardus (hệ điều hành).
- Instant WebKiosk – một hệ điều hành dùng cho mục đích hiển thị kỹ thuật số (web và media).
- Ark OS – được thiết kế để lập website và hòm thư điện tử.
- Minepion – là một hệ điều hành dành riêng cho "đào" tiền mã hóa (giống như bitcoin).
- Kano OS[69]
- Nard SDK[70] – là một kit phát triển phần mềm (SDK) dùng cho các hệ thống nhúng công nghiệp.
- Sailfish OS trên Raspberry Pi 2 (do sử dụng ARM Cortex-A7 CPU; Raspberry Pi 1 sử dụng kiến trúc ARMv6 khác và Sailfish yêu cầu ARMv7.)[71]
- Tiny Core Linux – một bản Linux tối giản nhằm tạo nền tảng cơ sở với BusyBox và FLTK, được thiết kế để chạy chủ yếu trên RAM.
- "Windows 10 IoT Core" – Microsoft cung cấp một bản Windows 10 miễn phí, còn có tên Windows 10 IoT Core, chạy trực tiếp trên Raspberry Pi 2.[72]
- WTware fo Raspberry Pi 2 [73] – một hệ điều hành miễn phí để tạo client Windows nhẹ từ Pi 2.
- IPFire – là một bản phân phối chuyên dùng cho firewall/router để bảo vệ một SOHO LAN; chỉ chạy trên Raspberry Pi 1; hiện tại họ không có kế hoạch thiết kế sang Raspberry Pi 2.[74]
- xv6[75] – là một phiên bản hiện đại của hệ điều hành Unix Sixth Edition dành cho mục đích giảng dạy; nó được chuyển sang Raspberry Pi từ MIT xv6; cổng xv6 này có thể khởi động từ NOOBS.

Các hệ điều hành dự kiến
- Haiku – nhân bản mã nguồn mở BeOS cho Raspberry Pi và các board ARM khác.[76] Dự án bắt đầu vào năm 2011 cho model 1, nhưng chỉ model 2 mới được hỗ trợ.
- Arch Linux ARM
- OpenELEC
- Pidora (Fedora Remix)
- Puppy Linux
- Raspbmc[36] và trung tâm đa phương tiện số mã nguồn mở XBMC
- RISC OS – hệ điều hành của máy tính dựa trên nền tảng ARM đầu tiên.
- Raspbian (khuyến cáo sử dụng cho Raspberry Pi 1) – Bảo trì độc lập bởi Foundation; dựa trên kiến trúc Debian ARM hard-float (armhf) cổng được thiết kế ban đầu cho ARMv7 và các bộ xử lý sau này (với Jazelle RCT/ThumbEE và VFPv3), được biên dịch cho tập lệnh bị giới hạn nhiều hơn ARMv6 của Raspberry Pi 1. Raspbian image của Raspberry Pi Foundation yêu cầu thẻ nhớ phải có dung lượng tối thiểu 4 GB. Có Pi Store cho phép trao đổi các chương trình với nhau.
  - Raspbian Server Edition là một phiên bản rút gọn với các gói phần mềm đi kèm ít hơn so với các bản Raspbian dùng cho máy tính để bàn truyền thống.
  - Giao thức máy chủ hiển thị Wayland cho phép sử dụng hiệu quả GPU dành cho chức năng GUI tăng tốc phần cứngGUI. Vào 16 Tháng 4 năm 2014, một shell GUI dành cho Weston được gọi Maynard đã được phát hành.
  - PiBang Linux được dẫn xuất từ Raspbian.
  - Raspbian for Robots – là một nhánh của Raspbian dành cho các dự án robot với LEGO, Grove, và Arduino.[47]

### Phần mềm ứng dụng của bên thứ ba
- AstroPrint – Kể từ tháng 8 năm 2014, phần mềm máy in 3D không dây AstroPrint có thể chạy được trên Pi 2
- Mathematica – Kể từ ngày 21 tháng 11 năm 2013, Raspbian có bản cài đặt miễn phí đầy đủ của phần mềm độc quyền này.[77] Tính đến ngày 24 tháng 8 năm 2015 là phiên bản Mathematica 10.2.[78]
- Minecraft – Phát hành 11 Tháng 2 năm 2013, một phiên bản dành cho Raspberry Pi, trong đó bạn có thể thay đổi thế giới trò chơi với code.[79]
- UserGate Web Filter – Ngày 20 tháng 9 năm 2013, hãng bảo mật có trụ sở tại Florida Entensys công bố bố  UserGate Web Filter cho nền tảng Raspberry Pi.[80]
- Julia – Kể từ tháng 5 năm 2015, ngôn ngữ lập trình Julia biên dịch và chạy trên Pi 2, và bản gốc, trong trạng thái alpha (bản thử nghiệm).
- R POS - Phát hành tháng 5 năm 2016, phần mềm bán hàng POS cho ngành Ăn Uống và Bán Lẻ do Young POS phát triển.